# Vescomtat del Bruc
Vescomte del Bruc és un títol nobiliari que va rebre el militar reusenc Joan Prim i Prats el 1850.
Del general va passar als seus fills i d'aquests a la línia Salvadó-Prim, i finalment a la línia Muntades-Prim, que el posseeix actualment.

## Vescomtes del Bruc
|                       | Titular                                       | Període               |
| Creació per Isabel II | Creació per Isabel II                         | Creació per Isabel II |
| --------------------- | --------------------------------------------- | --------------------- |
| I                     | Joan Prim i Prats                             | 1755-1870             |
| II                    | Juan Prim y Agüero                            | 1873-1930             |
| III                   | Maria de la Concepció Muntades i Salvadó-Prim | 1956-1986             |
| IV                    | Teresa Gironella i Muntades                   | 1987-2009             |
| V                     | Ferran Heras i Gironella                      | 2009-2016             |
| VI                    | David Heras Sáez                              | 2017-actualitat       |